# Hassi El Ghella
Hassi El Ghella è un comune dell'Algeria, situato nella provincia di ʿAyn Temūshent.